# Jake Pitts
Jacob Mark "Jake" Pitts (21 de agosto de 1985) é um guitarrista, compositor e produtor musical americano, mais conhecido como guitarrista da banda de rock Black Veil Brides.

## Biografia e carreira
Jacob Mark Pitts nasceu em 21 de agosto de 1986 em Idaho nos Estados Unidos. Ele tem uma irmã mais velha chamada Sarah Lowry Pitts.
Seu interesse por guitarra foi provocado pelo Metallica, suas influencias musicais vem da sua mãe, Carolyn. Ele começou a tocar com 10 anos e com 15 anos entrou em sua primeira banda chamada "Dysfunction 212". Jake e Jinxx já haviam sido colegas na banda "80 Proof Riot". Ele também toca bateria e baixo e produz algumas músicas. Jake Pitts é formado em engenharia.
Jake tem como artistas favoritos All That Remains, Bullet for My Valentine, Avenged Sevenfold, Trivium, Van Halen, Scorpions, Paul Gilbert e Buckthead. Quando questionado sobre como ele foi parar no Black Veil Brides ele simplesmente disse: “Era para acontecer” .

## Vida pessoal
A música "Carolyn", contida no álbum We Stitch These Wounds de Black Veil Brides, foi escrita por Pitts e Andy Biersack sobre sua mãe enquanto ela estava passando por um período de doença. Em 18 de janeiro de 2014 sua mãe Carolyn faleceu. Mais tarde ele disse que sua morte o assustou e o fez começar a pensar sobre sua saúde, ele começou a trabalhar fora e comer de forma saudável. Pitts também abriu uma empresa fitness chamada Get Mean Fitness com seu amigo Matt Yani. 
Pitts é casado com Inna Logvin Pitts desde 3 de fevereiro de 2017.

## Premiações
- Revolver Golden Gods 2012 - Melhor Guitarrista[3]

## Ligações Externas
- Twitter oficial
- Facebook oficial
- Instagram oficial